# Hadena honeyi
Hadena honeyi är en fjärilsart som beskrevs av Yoshimoto 1989. Hadena honeyi ingår i släktet Hadena och familjen nattflyn. Inga underarter finns listade i Catalogue of Life.